# Antepione sulphuraria
Antepione sulphuraria là một loài bướm đêm trong họ Geometridae.